# Wilcoxia monae
Wilcoxia monae là một loài ruồi trong họ Asilidae. Wilcoxia monae được Wilcox miêu tả năm 1972. Loài này phân bố ở vùng Tân Bắc giới.